# Merles
Merles is een gemeente in het Franse departement Tarn-et-Garonne (regio Occitanie) en telt 204 inwoners (1999). De plaats maakt deel uit van het arrondissement Castelsarrasin.

## Geografie
De oppervlakte van Merles bedraagt 7,0 km², de bevolkingsdichtheid is 29,1 inwoners per km².
De onderstaande kaart toont de ligging van Merles met de belangrijkste infrastructuur en aangrenzende gemeenten.

## Demografie
Onderstaande figuur toont het verloop van het inwonertal (bron: INSEE-tellingen).